# Український театр
«Український театр» (рус. "Украинский театр") — всеукраинский иллюстрированный научно-популярный журнал. Печатный орган Украинского театрального общества.
Журнал издается с 1917 года. На протяжении своей истории освещает театральные процессы на Украине. На его страницах освещается история и современное состояние театрального искусства. С момента основания журнал имел различные названия, современное название — с 1970 года.
Выходит раз в два месяца.
С журналом сотрудничают ведущие учёные-театроведы, театральные критики, мастера театрального искусства, актёры, режиссёры.
В 1990—2009 годах главным редактором был Юрий Богдашевский. До 2009 года издание входило в перечень научных изданий, утвержденных ВАК Украины.
В 2009 году состоялся ребрендинг журнала «Український театр». Был обновлён внешний вид издания (современный дизайн, полноцветная печать, качественная бумага, качественная полиграфия). Также был увеличен объем издания — с 32 до 56 страниц, введены новые творческие рубрики.